# Brett Pesce
Brett Pesce (né le 15 novembre 1994 à Tarrytown dans l'État de New York aux États-Unis) est un joueur professionnel américain de hockey sur glace. Il évolue au poste de défenseur.

## Biographie
Après avoir complété sa première année d'études à l'Université du New Hampshire où il joue pour l'équipe des Wildcats, Pesce est repêché par les Hurricanes de la Caroline en 66e position lors du deuxième tour du repêchage d'entrée dans la LNH 2013. Il joue deux autres saisons avec les Wildcats avant de signer son premier contrat professionnel pour trois ans avec les Hurricanes en mars 2015. Il rejoint peu après les Checkers de Charlotte, club-école affilié aux Hurricanes dans la Ligue américaine de hockey, avec lesquels il fait ses débuts professionnels.
Après avoir commencé la saison 2015-2016 avec les Checkers, il est rappelé par les Hurricanes où il finit par s'établir avec l'équipe, disputant 69 parties avec le grand club dans la Ligue nationale de hockey.

## Statistiques
Pour les significations des abréviations, voir Statistiques du hockey sur glace.

### En club
| Saison     | Équipe                      | Ligue      |     | Saison régulière | Saison régulière | Saison régulière | Saison régulière | Saison régulière |   | Séries éliminatoires | Séries éliminatoires | Séries éliminatoires | Séries éliminatoires | Séries éliminatoires |
| Saison     | Équipe                      | Ligue      | PJ  | B                | A                | Pts              | Pun              | PJ               | B | A                    | Pts                  | Pun                  |                      |                      |
| 2011-2012  | Hitmen du New Jersey        | EJHL       | 17  | 1                | 5                | 6                | 18               | -                | - | -                    | -                    | -                    |                      |                      |
| 2012-2013  | Université du New Hampshire | H. East    | 38  | 1                | 5                | 6                | 10               | -                | - | -                    | -                    | -                    |                      |                      |
| 2013-2014  | Université du New Hampshire | H. East    | 41  | 7                | 14               | 21               | 6                | -                | - | -                    | -                    | -                    |                      |                      |
| 2014-2015  | Université du New Hampshire | H. East    | 31  | 3                | 13               | 16               | 32               | -                | - | -                    | -                    | -                    |                      |                      |
| 2014-2015  | Checkers de Charlotte       | LAH        | 4   | 0                | 1                | 1                | 6                | -                | - | -                    | -                    | -                    |                      |                      |
| 2015-2016  | Checkers de Charlotte       | LAH        | 3   | 1                | 2                | 3                | 0                | -                | - | -                    | -                    | -                    |                      |                      |
| 2015-2016  | Hurricanes de la Caroline   | LNH        | 69  | 4                | 12               | 16               | 16               | -                | - | -                    | -                    | -                    |                      |                      |
| 2016-2017  | Hurricanes de la Caroline   | LNH        | 82  | 2                | 18               | 20               | 20               | -                | - | -                    | -                    | -                    |                      |                      |
| 2017-2018  | Hurricanes de la Caroline   | LNH        | 65  | 3                | 16               | 19               | 18               | -                | - | -                    | -                    | -                    |                      |                      |
| 2018-2019  | Hurricanes de la Caroline   | LNH        | 73  | 7                | 22               | 29               | 24               | 15               | 0 | 6                    | 6                    | 0                    |                      |                      |
| 2019-2020  | Hurricanes de la Caroline   | LNH        | 61  | 4                | 4                | 18               | 27               | -                | - | -                    | -                    | -                    |                      |                      |
| 2020-2021  | Hurricanes de la Caroline   | LNH        | 55  | 4                | 21               | 25               | 20               | 11               | 2 | 3                    | 5                    | 2                    |                      |                      |
| 2021-2022  | Hurricanes de la Caroline   | LNH        | 70  | 7                | 21               | 28               | 39               | 14               | 1 | 2                    | 3                    | 6                    |                      |                      |
| 2022-2023  | Hurricanes de la Caroline   | LNH        | 82  | 5                | 25               | 30               | 43               | 11               | 2 | 4                    | 6                    | 12                   |                      |                      |
| 2023-2024  | Hurricanes de la Caroline   | LNH        | 70  | 3                | 10               | 13               | 20               | 2                | 0 | 1                    | 1                    | 2                    |                      |                      |
| Totaux LNH | Totaux LNH                  | Totaux LNH | 627 | 39               | 159              | 198              | 227              | 57               | 5 | 16                   | 21                   | 22                   |                      |                      |

### En équipe nationale
| Année | Compétition          |   | PJ | B | A | Pts | Pun      |  | Résultat |
| 2011  | Mémorial Ivan Hlinka | 4 | 0  | 1 | 1 | 0   | 5e place |  |          |